# Christoph Kohlbacher
Christoph Kohlbacher (* 25. April 1994 in Deutschlandsberg, Steiermark) ist ein österreichischer Schauspieler.

## Leben
Kohlbacher wuchs in Ligist in der Weststeiermark auf. Ohne beendeten Schulabschluss leistete er in Voitsberg seinen Zivildienst bei der Lebenshilfe Voitsberg ab, bevor er sich entschied, Schauspieler zu werden. Von 2015 bis 2019 studierte er am Max Reinhardt Seminar in Wien. Dort erarbeitete er u. a. mit dem Schauspieler Nicholas Ofczarek diverse Rollen, z. B. Danton aus Dantons Tod von Georg Büchner, Richard III. von William Shakespeare, Ivan aus Der Heiratsantrag von Anton Tschechow.
Neben zahlreichen Theaterproduktionen am Max Reinhardt Seminar, in denen er beteiligt war, unter anderem als Meerjungfrau Arielle im gleichnamigen Märchen, spielte Kohlbacher bereits während des Studiums in einer Koproduktion mit dem Volkstheater Wien im Jahr 2017 (Veneta) und im selben Jahr in Schlechte Partie am Burgtheater Wien unter der Regie von Alvis Hermanis, wo er allerdings nur eine stumme Rolle übernahm.
Außerdem sammelte er einige Filmerfahrung, beispielsweise im Kurzspielfilm Tommi & Wolf, einer studentischen Produktion der HFF Potsdam, und im Langfilm Sakko – die Arschbande.
Derzeit lebt Kohlbacher in Wiesbaden, Hessen, wo er ab der Spielzeit 2019/2020 fest im Schauspiel-Ensemble ist. Seine erste Premiere am Haus war Der Idiot von Fjodor Dostojewski unter der Regie von Beka Savić am 26. April 2019. Im Juni 2022 debütierte Kohlbacher am Staatstheater Wiesbaden als Regisseur mit seinem selbstgeschriebenen Stück Instame. Seine zweite Inszenierung dort im März 2023 war die Uraufführung Digitales Feuer, das erste Theaterstück des deutschen Schriftstellers Ulf Erdmann Ziegler.

## Filmographie (Auswahl)
- 2018:	Tommi & Wolf (Kurzspielfilm)
- 2020:	3 Freunde 2 Feinde
- 2022:	Landkrimi – Steirerstern (Fernsehreihe)
- 2022: Landkrimi – Steirergeld (Fernsehreihe)
- 2023: Landkrimi – Steirerangst (Fernsehreihe)
- 2023: Landkrimi – Steirerschuld (Fernsehreihe)
- 2024: Landkrimi – Steirergift (Fernsehreihe)
- 2024: Schnell ermittelt – Gabriele Schneider-Dong (Fernsehserie)
- 2024: Landkrimi – Steirermord (Fernsehreihe)